# حمامات (الجزایر عاصمه)
حمامات (به عربی: الحمامات) یک شهرداری در الجزایر است که در ناحیه شراقه واقع شده‌است. حمامات ۱۵٬۸۷۹ نفر جمعیت دارد.